# Pedro Pavlovic
Pedro Natalio Pavlovic Urionabarrenechea (Machalí, 6 de agosto de 1940-Santiago, 19 de abril de 2008) fue un periodista deportivo chileno y concejal del partido Unión Demócrata Independiente en la comuna de Estación Central. 

## Biografía
Nació en 1940 en el poblado cordillerano de Caletones, Machalí, provincia de O'Higgins, hijo de un Minero Croata y de una dueña de casa de nacionalidad española de origen vasco. Tuvo cuatro hermanos, todos hombres, uno de ellos el también periodista Santiago Pavlovic, nacido en 1946.
Pavlović se desempeñó en medios radiales, escritos y televisivos, destacando su labor en Canal 9 y Canal 13, en donde trabajó desde 1963. Además se desempeñó en las radios Rancagua, Agricultura, Bulnes, Balmaceda, Nuevo Mundo, Corporación, Prat, Cooperativa, Portales y Universidad de Chile, en los programas Estadio en Portales (2001-2004) y Hola Deportes (2005-2008). En 1983 ganó el Premio Nacional de Periodismo Deportivo. En 2006 fue distinguido por el Comité Olímpico Internacional con el premio al fair play.
Además se desempeñó como concejal UDI por la comuna de Estación Central, en el período 2004-2008, para el que fue elegido con la primera mayoría.
Pedro Pavlović estaba casado con Victoria Lazcano desde 1974, relación de la que nacieron dos hijos, Natalia e Ivo Pavlovic Lazcano.

### Muerte
Falleció en el Hospital Clínico de la Universidad Católica de Santiago, a los 68 años de edad, a causa de una insuficiencia cardíaca. Su cuerpo fue cremado en el Cementerio Parque del Recuerdo, y sus cenizas fueron esparcidas en su natal Caletones.

## Premios
| Premio                                  | Año  |
| --------------------------------------- | ---- |
| Premio Nacional de Periodismo Deportivo | 1983 |
| Premio Raúl Prado Cavada                | 1999 |